# 맵씨
맵씨(본명: 김도영, 2001년 3월 14일 ~ )은 대한민국의 리그 오브 레전드 프로게이머로 포지션은 서포터이다. 아이디는 MapSSi이다. 과거 DoRaoN이라는 닉네임을 사용했다.

## 선수 생활
2018년부터 팀 배틀코믹스의 연습생 생활을 시작했다. 이후 팀 배틀코믹스의 로스터로 승격되었다. 배틀코믹스가 샌드박스에 인수되는 과정에서 계약을 해지하였다.
남은 2019 시즌을 무적 신분으로 보낸 후 2020 시즌 스토브 리그 기간 동안 아프리카 프릭스의 아카데미팀에 입단했다. 
2021 시즌 아프리카 프릭스의 2군팀으로 승격되었다. 2021년 2월 18일, 아프리카 프릭스의 1군으로 콜업되었다. 2022시즌을 앞두고 팀에 잔류했으며 스프링 시즌을 앞두고 1군 로스터에 포함되었다. 다만 스프링 5주차를 앞두고 2군팀으로 샌드다운되었다. 2022시즌 종료 후 팀에서 퇴단했다.

## 소속팀
| # | 팀명            | 소속 기간               | 소속 리그 | 비고 |
| - | --------------- | ----------------------- | --------- | ---- |
| 1 | 팀 배틀코믹스   | 2018.09.12~2019.05.30   | CK        |      |
| 2 | 아프리카 프릭스 | 2021.01.05 ~ 2022.11.22 | LCK       |      |

## 수상 내역
- LCK 아카데미 시리즈 2020 10월 대회 준우승